# Huldufólk
Huldufólk jsou elfové v islandském a faerském folklóru. Tímto jménem, znamenajícím v islandštině „skrytý lid“ se rozšířilo v 19. století kdy byly písemně poprvé publikovány sbírky islandských pověstí. Označení álfar – elfové se počalo chápat jako tabuizované či jako pejorativum.
Huldufólk se oblékájí jako islandští venkované 19. století a zachovají si i jejich styl života, jen jsou chápáni jako více krásní, mocní a bezstarostní. V současnosti tak představují hodnoty a blízkost přírodě té doby. Jako skrytý lid se mohou také učinit neviditelnými.
Na Islandu je víra v huldufólk či elfy stále živá, s ohledem na ně byla v letech 2013–2014 upravena trasa nově plánované silnice.
V Norsku a Švédsku představuje jejich obdobu bytost zvaná hulder.